# Trudove, Krîvîi Rih
Trudove (în ucraineană Трудове) este un sat în comuna Krasine din raionul Krîvîi Rih, regiunea Dnipropetrovsk, Ucraina.

## Demografie
Componența lingvistică a localității Trudove
     Ucraineană (100%)
Conform recensământului din 2001, toată populația localității Trudove era vorbitoare de ucraineană (100%).